# Morti nel 1798
| Questa pagina contiene informazioni ricavate automaticamente dalle voci biografiche con l'ausilio del template Bio e di un bot. L'aggiornamento è periodico e automatico e ricostruisce completamente la pagina. Se manca una persona in questa lista, sei pregato di non aggiungerla, ma accertati piuttosto che la sua voce biografica contenga il template Bio e che i dati anagrafici siano correttamente compilati. Se il template Bio manca, inseriscilo tu stesso o, in alternativa, metti l'avviso {{tmp\|Bio}} che ne segnala la mancanza. Se i dati riportati sono sbagliati, correggi direttamente la voce biografica; le modifiche saranno visibili in questa lista entro pochi giorni. Per chiarimenti vedi il progetto biografie. La lista contiene solo le 124 persone che sono citate nell'enciclopedia e per le quali è stato implementato correttamente il template Bio. Pagina aggiornata al 3 feb 2025. |

## Gennaio(13)
- 2 gennaio - Wilhelm von Freytag, generale prussiano (n. 1720)
- 3 gennaio - Carlo Aurelio Widmann, ammiraglio italiano (n. 1750)
- 4 gennaio - Giuseppe Giordani, compositore italiano (n. 1751)
- 4 gennaio - Gavin Hamilton, pittore e archeologo britannico (n. 1723)
- 5 gennaio - William Flackton, compositore, editore e organista britannico (n. 1709)
- 11 gennaio - Eraclio II di Georgia, re georgiano (n. 1720)
- 18 gennaio - Matteo Borsa, saggista, critico letterario e filosofo italiano (n. 1751)
- 18 gennaio - Angelo Gatti, medico italiano (n. 1724)
- 20 gennaio - Christian Cannabich, compositore e direttore d'orchestra tedesco (n. 1731)
- 20 gennaio - Maria Kristina Kiellström,  svedese (n. 1744)
- 25 gennaio - Cristoforo Unterperger, pittore italiano (n. 1732)
- 28 gennaio - Christian Gottlob Neefe, compositore e direttore d'orchestra tedesco (n. 1748)
- 28 gennaio - Zanobi del Rosso, architetto italiano (n. 1724)

## Febbraio(8)
- 6 febbraio - James Hamilton, II conte di Clanbrassil, militare britannico (n. 1730)
- 7 febbraio - Alberto Maria Capobianco, arcivescovo cattolico italiano (n. 1708)
- 9 febbraio - Antoine de Favray, pittore francese (n. 1706)
- 12 febbraio - Stanislao II Augusto Poniatowski, re (n. 1732)
- 13 febbraio - Wilhelm Heinrich Wackenroder, scrittore e giurista tedesco (n. 1773)
- 15 febbraio - Pierre Bayen, chimico e farmacista francese (n. 1725)
- 21 febbraio - Étienne François d'Aligre, magistrato francese (n. 1727)
- 25 febbraio - Luigi Giulio Mancini-Mazzarino, diplomatico e scrittore francese (n. 1716)

## Marzo(5)
- 7 marzo - Francesco Milizia, teorico dell'architettura, storico dell'arte e critico d'arte italiano (n. 1725)
- 8 marzo - Bernardo Mantero, scultore italiano (n. 1713)
- 9 marzo - Federica Dorotea di Brandeburgo-Schwedt, nobile tedesca (n. 1736)
- 10 marzo - Abdullah Mukarram Shah di Kedah, sovrano malese
- 16 marzo - Aloys Blumauer, scrittore austriaco (n. 1755)

## Aprile(5)
- 9 aprile - Eusebio da Veiga, gesuita, matematico e astronomo portoghese (n. 1718)
- 9 aprile - Giuseppe Federico Guglielmo di Hohenzollern-Hechingen, principe (n. 1717)
- 11 aprile - Bernardino Maccaruzzi, architetto italiano
- 11 aprile - Karl Wilhelm Ramler, poeta tedesco (n. 1725)
- 29 aprile - Nikolaus Poda von Neuhaus, entomologo austriaco (n. 1723)

## Maggio(5)
- 10 maggio - George Vancouver, esploratore britannico (n. 1757)
- 16 maggio - Joseph Hilarius Eckhel, gesuita e numismatico austriaco (n. 1737)
- 24 maggio - Jean-Baptiste Miroudot du Bourg, vescovo cattolico francese (n. 1722)
- 25 maggio - Asmus Jacob Carstens, pittore, critico d'arte e disegnatore tedesco (n. 1754)
- 25 maggio - Kazimierz Nestor Sapieha, militare polacco (n. 1757)

## Giugno(8)
- 4 giugno - Giacomo Casanova, avventuriero, scrittore e poeta italiano (n. 1725)
- 13 giugno - Rigas Feraios, scrittore e rivoluzionario greco
- 13 giugno - Maria Gabriella Felicita di Schleswig-Holstein-Sonderburg-Wiesenburg, nobildonna tedesca (n. 1716)
- 24 giugno - Maria Cristina d'Asburgo-Lorena, duchessa (n. 1742)
- 28 giugno - Giovanni Borgi, artigiano italiano (n. 1732)
- 28 giugno - Pierre Dutillieu, compositore italiano (n. 1754)
- 30 giugno - Aurelio de' Giorgi Bertola, poeta e scrittore italiano (n. 1753)
- 30 giugno - Biagio Ortoleva, religioso e poeta italiano (n. 1752)

## Luglio(9)
- 4 luglio - Jean-François de Bastide, commediografo, scrittore e giornalista francese (n. 1724)
- 5 luglio - Francesco Moncada Branciforte, nobile, politico e diplomatico italiano (n. 1738)
- 8 luglio - Bonifacio De Luca, poeta italiano (n. 1727)
- 12 luglio - Francesco Antonio Marcucci, patriarca cattolico italiano (n. 1717)
- 15 luglio - Gaetano Pugnani, violinista e compositore italiano (n. 1731)
- 17 luglio - Henry Joy McCracken, imprenditore irlandese (n. 1767)
- 21 luglio - Carlo Giuseppe de Croix, generale austriaco (n. 1733)
- 22 luglio - Maria Amalia di Borbone-Spagna, principessa spagnola (n. 1779)
- 28 luglio - Agostino Dal Pozzo, presbitero, storico e scrittore italiano (n. 1732)

## Agosto(10)
- 1º agosto - François-Paul Brueys D'Aigalliers, ammiraglio francese (n. 1753)
- 1º agosto - Luc-Julien-Joseph Casabianca, militare francese (n. 1762)
- 1º agosto - Antoine René Thévenard, militare francese (n. 1766)
- 1º agosto - Aristide Aubert du Petit-Thouars, esploratore e militare francese (n. 1760)
- 11 agosto - Joseph Kinsky von Wchinitz und Tettau, principe (n. 1751)
- 15 agosto - Felice Alessandri, compositore italiano (n. 1747)
- 15 agosto - Edward Waring, matematico inglese (n. 1736)
- 21 agosto - James Wilson, giurista e politico statunitense (n. 1742)
- 25 agosto - Cristiano Augusto di Waldeck e Pyrmont, generale (n. 1744)
- 27 agosto - Louis Joseph Watteau, pittore francese (n. 1731)

## Settembre(7)
- 6 settembre - Oliver Bond, rivoluzionario irlandese (n. 1762)
- 11 settembre - Ulrich Bräker, scrittore svizzero (n. 1735)
- 11 settembre - Nicolas Dezède, compositore francese
- 15 settembre - Pedro Pablo Abarca de Bolea y Ximénez de Urrea, politico e generale spagnolo (n. 1718)
- 17 settembre - Bernardino Moscati, chirurgo, anatomista e ginecologo italiano (n. 1705)
- 20 settembre - Blasius Columban von Bender, generale austriaco (n. 1713)
- 28 settembre - Joseph Nikolaus De Vins, generale austriaco (n. 1732)

## Ottobre(6)
- 4 ottobre - Antoine Chézy, ingegnere e fisico francese (n. 1718)
- 6 ottobre - Edmund Boyle, VII conte di Cork, nobile irlandese (n. 1742)
- 14 ottobre - Michel Chartier de Lotbinière, ingegnere e militare francese (n. 1723)
- 22 ottobre - William Bagot, I barone Bagot, politico inglese (n. 1728)
- 22 ottobre - Maurizio Giuseppe Turinetti di Pertengo, nobile italiano (n. 1725)
- 30 ottobre - Anton Hickel, pittore austriaco (n. 1745)

## Novembre(6)
- 2 novembre - Charles De Wailly, architetto francese (n. 1730)
- 7 novembre - Luigi Cuccagni, presbitero, scrittore e giornalista italiano (n. 1740)
- 15 novembre - Angelo Amorevoli, tenore italiano (n. 1716)
- 19 novembre - Innocenzo Spinazzi, scultore italiano (n. 1726)
- 19 novembre - Theobald Wolfe Tone, politico irlandese (n. 1763)
- 23 novembre - David Samwell, medico e poeta britannico (n. 1751)

## Dicembre(15)
- 1º dicembre - Christian Garve, filosofo tedesco (n. 1742)
- 4 dicembre - Luigi Galvani, fisiologo, fisico e anatomista italiano (n. 1737)
- 5 dicembre - Natal'ja Aleksandrovna Kurakina, nobildonna russa (n. 1737)
- 9 dicembre - Johann Reinhold Forster, pastore protestante e naturalista tedesco (n. 1729)
- 16 dicembre - Gaetano Brunetti, compositore e violinista spagnolo (n. 1744)
- 16 dicembre - John Henry, politico statunitense (n. 1750)
- 16 dicembre - Thomas Pennant, naturalista e antiquario gallese (n. 1726)
- 19 dicembre - Charles-Joseph Panckoucke, scrittore e editore francese (n. 1736)
- 22 dicembre - Francesco Eugenio Guasco di Castelletto, nobile, religioso e letterato italiano (n. 1725)
- 22 dicembre - Nikolaus Joseph Albert von Diesbach, gesuita e scrittore svizzero (n. 1732)
- 25 dicembre - Maria Amalia d'Asburgo-Lorena, nobile (n. 1780)
- 25 dicembre - Vladimir Borisovič Golicyn, ufficiale russo (n. 1731)
- 28 dicembre - Giandomenico Coleti, gesuita, scrittore e storico italiano (n. 1727)
- 29 dicembre - William Wales, astronomo e matematico britannico (n. 1734)
- 30 dicembre - Anne-Pierre de Montesquiou-Fézensac, generale e politico francese (n. 1739)

## Senza giorno specificato(27)
- Giuseppe Angeli, pittore italiano (n. 1709)
- Thomas Atkinson, architetto inglese (n. 1729)
- Luigi Michele Barberis, architetto italiano (n. 1725)
- Giambattista Boetti, condottiero italiano (n. 1743)
- Jean-Guillaume Bruguière, medico, zoologo e naturalista francese
- Francesco Carabelli, scultore svizzero (n. 1737)
- Geminiano Cozzi, imprenditore e ceramista italiano (n. 1728)
- François Daviet de Foncenex, matematico e militare italiano (n. 1734)
- Daniele Andrea Dolfin, nobile, politico e diplomatico italiano (n. 1748)
- Christian Friedrich Exner, architetto tedesco (n. 1718)
- Marco Antonio Gentile, doge (n. 1723)
- Paolo Guidolini, pittore e decoratore italiano (n. 1742)
- Francesco Paolo Labisi, architetto italiano (n. 1720)
- Esteban José Martínez Fernández y Martínez de la Sierra, navigatore e esploratore spagnolo (n. 1742)
- Antoine Payen il Vecchio, architetto e militare belga (n. 1748)
- Cornelis Ploos van Amstel, pittore olandese (n. 1726)
- Giuseppe Maria Secondo, storico e letterato italiano (n. 1715)
- Tarrare, militare e artista francese
- Cándido María Trigueros, scrittore spagnolo (n. 1736)
- Andrea Urbani, pittore e scenografo italiano (n. 1711)
- Jakab Valero, religioso, insegnante e teologo ungherese (n. 1725)
- Vincenzo Vangelisti, incisore italiano (n. 1740)
- Vivant-François Viénot de Vaublanc, militare francese (n. 1725)
- Girolamo Volpi, arcivescovo cattolico italiano (n. 1712)
- Wang Cong'er,  cinese (n. 1777)
- Juan José de Vértiz y Salcedo, politico spagnolo (n. 1718)
- Friedrich Karl von Moser, politico tedesco (n. 1723)